# Murdered: Soul Suspect
Murdered: Soul Suspect es una aventura gráfica desarrollada por el desaparecido estudio Airtight Games y publicado en 2014 por Square Enix para Microsoft Windows, PlayStation 3, PlayStation 4, Xbox 360 y Xbox One.
El juego está jugado en tercera persona controlando a un detective del departamento de policía de una ficticia ciudad de Salem. Al principio del juego Ronan es asesinado por 'El Campanero', un asesino en serie que está aterrorizando a la ciudad, pero Ronan regresa como fantasma tras ser informado por su difunta esposa, Julia, que  debe solucionar el misterio de Asesino de la Campana antes de reunirse con ella.
Murdered recibió una puntuación media; la mayoría de las críticas se centraron en las fases de sigilo, su corta duración y su poca dificultad. El juego, aun así, recibió elogios por algunos aspectos de su historia y su concepto original.

## Gameplay
Ambientado en una versión ficticia de la ciudad real de Salem (Massachusetts). Los escenarios para explorar incluyen una iglesia, un edificio de apartamentos, un cementerio, una comisaría de policía y un museo. El jugador completa niveles para progresar en el juego. Hay centenares de coleccionables en el juego, incluyendo 'Mensajes de la Chica Fantasma' y objetos en cada una de las áreas que desvelan varias historias de fantasmas. Ya que Ronan es un fantasma,  puede leer la mente de los vivos y poseer el cuerpo de los gatos. Cada área debe ser investigada y las pistas están recogidas de una manera similar a las del videojuego L.A. Noire.

## Argumento
En Salem, un asesino en serie llamado El Campanero ha matado a varias mujeres. El Detective policial Ronan O'Connor encuentra al asesino en un apartamento, pero este le tira por la ventana y luego le dispara siete tiros con su propia arma. Regresa en forma de un fantasma y su difunta mujer, Julia, le dice que para lograr pasar al otro lado primero debe descubrir la identidad de su asesino. Con la ayuda de Abigail, el fantasma de una niña Puritana, Ronan aprende a usar sus poderes fantasmales. Pronto se da cuenta de que una chica médium llamada Joy estaba en el apartamento, presenció la lucha, y ahora está escondida en una iglesia. Ronan la visita y se sorprende al ver que ella puede verle y oírle.
Joy está búscando a su madre desaparecida Cassandra, otra médium, quién asesoraba a la policía en el caso del Campanero. Inicialmente rechaza ayudar a Ronan, pero luego decide que pueden ser buenos aliados. Ronan descubre que Baxter, un agente que le odiaba, estuvo trabajando con Cassandra. La búsqueda de Cassandra les lleva al cementerio de Ashland, donde encuentran al fantasma de una chica ahogada por El Campanero, Sophia. Los poderes de Ronan le permiten ver flashbacks del asesinato. Sophia revela que el asesino le preguntó por un 'contrato'.
Una revisión del diario de Cassandra les lleva a un hospital mental para encontrar a una víctima superviviente, Iris. Con su ayuda deducen que el Asesino está matando a médiums. Ronan va al museo para ver una exposición sobre los Juicios de Salem. Allí deduce que el asesino está ejecutando a sus víctimas como si fueran brujas; uno de sus flashbacks le revelan que Baxter escondió algo en el museo y pasa a ser el principal sospechoso.
De vuelta a la iglesia, Ronan ve que el Campanero ha matado a Iris y al sacerdote que intento defenderla. Con la ayuda del gato de la iglesia Ronan encuentra una llave y descubre que abre la verja de una mansión abandonada: La Casa del Juicio, donde vivían los antiguos jueces en la época puritana. Allí, Ronan descubre evidencias de que los asesinatos han estado ocurriendo durante centenares de años.
Ronan descubre el cadáver de Baxter y también su fantasma, quien le revela  que fue asesinado por el Campanero mientras seguía su rastro.  También aclara que Cassandra está viva y oculta en un piso franco. En el sótano, un flashbacks revela que Abigail había sido encarcelada allí antes de ser colgada en la horca, su crimen: acusar a varias personas inocentes de ser brujas. Abigail dibujó una campana, jurando que ella  nunca pararía hasta que las campanas doblasen por todas las brujas  y para eso hizo un contrato con los demonios y obtuvo poderes inhumanos.
Ronan regresa al museo para descubrir que su cuñado Rex, poseído por el espíritu de Abigail, es el Campanero, y se dispone a colgar a Joy en la horca. Ronan y Abigail luchan por causar memorias dolorosas en cada otro.  Estas memorias revelan que Abigail ha poseído a muchas personas para llevar a cabo los asesinatos del Campanero. Entre los poseídos está el mismo Ronan.
Abigail convoca un portal demoníaco para tragar a Ronan, pero ella misma cae y va al infierno.
Joy está a salvo y más tarde se reúne con su madre. Ronan puede reunirse por fin con su esposa Julia.

## Casos secundarios
En su deambular por la noche de Salem Ronan tiene oportunidad de ayudar a otros fantasmas:
- Una chica de los apartamentos asesinada que quiere saber donde está su cuerpo.
- La víctima de un naufragio en la playa.
- La víctima de un accidente de tráfico junto a la gasolinera.
- Una exnovia celosa junto al parque infantil.

## Desarrollo
El juego es un intento de trasladar las historias de fantasmas japonesas al mercado Occidental. Yosuke Shiokawa, director creativo tuvo la idea de un juego donde el jugador era un fantasma  y dejó el desarrollo en manos de Airtight Games. En una entrevista con IGN, Shiokawa dijo que al ver la película Die Hard  se hizo la pregunta " ¿Y si John McClane murió?  Creo que "incluso como fantasma  va a intentar salvar a las personas en Nakatomi Plaza, incluyendo su mujer.''.
El equipo tuvo problema al integrar filosofías Occidentales y Orientales con respecto a los fantasmas. Sobre el proceso, Brunner más tarde declaró que les llevó un año y medio entenderse.